# Witchy Pretty Cure!
Witchy Pretty Cure! (魔法つかいプリキュア！?, Mahō tsukai Purikyua!, Mahō tsukai Precure!, lett. "Maghe Pretty Cure!") è la tredicesima serie anime del franchise di Pretty Cure, creata da Izumi Tōdō e prodotta dalla Toei Animation. Trasmessa in Giappone su TV Asahi dal 7 febbraio 2016 al 29 gennaio 2017, in Italia è stata diffusa sottotitolata in lingua italiana da Crunchyroll.
Witchy Pretty Cure! è preceduta da Go! Princess Pretty Cure e seguita da Kirakira ☆ Pretty Cure À La Mode.

## Trama
Quando vede qualcosa cadere dal cielo nel parco, la curiosa Mirai Asahina si reca sul posto per indagare insieme al suo orsetto di peluche Mofurun. Lì incontra una ragazza a cavallo di una scopa, Liko, che indossa un pendente molto simile al suo e che, pressata dalle sue domande, le racconta di saper usare la magia e di dover cercare un oggetto noto come Linkle Stone Emerald. Mirai e Liko vengono però attaccate da un servitore del malefico stregone Dokurokushe, che vuole sapere dove si trovi la Linkle Stone Emerald; mentre scappano a bordo della scopa di Liko, le due ragazze pronunciano contemporaneamente la formula magica "Cure-Up RaPaPa!" per volare, trasformandosi invece nelle Pretty Cure, Cure Miracle e Cure Magical. Inizia così l'avventura che le porterà a combattere contro molti nemici per cercare di recuperare le dodici Linkle Stone sparse per il mondo. Successivamente si aggiunge a loro una terza guerriera, Kotoha Hanami (Cure Felice), di cui Mirai e Liko hanno avuto tenera cura fin da quando l'hanno conosciuta come la neonata Haa-chan in un libro magico appartenente al Regno della Magia.

## Personaggi

### Pretty Cure
Mirai Asahina (朝日奈 みらい?, Asahina Mirai) / Cure Miracle (キュアミラクル?, Kyua Mirakuru)
Doppiata da: Rie Takahashi (ed. giapponese)
Nata il 12 giugno, ha 13 anni ma nel corso della serie ne compie 14. È molto curiosa e per questo s'interessa di molte cose, come la magia, dalla quale è affascinata; è inoltre gentile con tutti e ama fare nuove amicizie. Ripete spesso l'espressione "Questo è molto emozionante!" (「ワクワクもんだぁ！」?, "Wakuwaku mondaa!") quando vede qualcosa che la impressiona positivamente. Da quando diventa una guerriera comincia a frequentare una scuola di magia con Liko, ricevendo una bacchetta magica. Si trasforma in Cure Miracle, la Pretty Cure del Miracolo, di colore rosa.
Liko Izayoi (十六夜 リコ?, Izayoi Riko) / Cure Magical (キュアマジカル?, Kyua Majikaru)
Doppiata da: Yui Horie (ed. giapponese)
Nata il 12 novembre, ha 13 anni ma nel corso della serie ne compie 14. Frequenta una scuola di magia e sogna di diventare una strega brava e rispettata come sua sorella Rizu, ma, nonostante sia una brava studentessa, non è molto brava a volare con la scopa né a fare incantesimi, e questo spesso la rende triste. È molto orgogliosa e sicura di sé, e nega che lei e Mirai siano amiche, anche se le vuole molto bene e si preoccupa per lei. Si trasforma in Cure Magical, la Pretty Cure della Magia, di colore viola.
Haa (はーちゃん?, Hā-chan) / Kotoha Hanami (花海 ことは?, Hanami Kotoha) / Cure Felice (キュアフェリーチェ?, Kyua Feriche)
Doppiata da: Saori Hayami (ed. giapponese)
È una fata che vive nel Linkle Smart Hon, un libro misterioso trovato nella biblioteca della scuola di magia. Le Linkle Stone raccolte dalle Pretty Cure le permettono di crescere fino a raggiungere la sua forma finale adulta, trasformandosi poi in Cure Felice, la Pretty Cure della Gioia, di colore verde.

### Stregoni dell'Oscurità
Kushy (クシィ?, Kushii) / Dokuroxy (ドクロクシー?, Dokurokushī)
Doppiato da: Yōsuke Akimoto / Yūichi Nakamura (Kushy) (ed. giapponese)
È lo stregone dell'oscurità e vuole far sprofondare il mondo nelle tenebre impossessandosi della Linkle Stone Emerald. Ha creato Yamoh, Batty, Sparda e Gamettsu. Viene sconfitto dalle Pretty Cure e purificato definitivamente da Haa, dopo essersi potenziato grazie al Linkle Smart Hon e poi fuso con Yamoh. Un tempo era Kushy, amico del preside e insegnante alla scuola di magia, morto dopo aver fatto uso della magia nera.
Yamoh (ヤモー?, Yamō)
Doppiato da: Yasuhiro Takato (ed. giapponese)
È un uomo-geco creato da Dokuroxy, l'unico di cui lui si fidi ciecamente e per questo è il suo braccio destro. È solito creare pozioni per individuare le Linkle Stone. Si fonde con Dokuroxy per potenziarlo, ma vengono sconfitti. Ritorna grazie a Labut, ma viene definitivamente sconfitto, tornando ad essere una semplice lucertola. Tale lucertola si presenterà insieme alla bambola di Dokuroxy, venendo utilizzata da Batty per creare uno Yokubarl per combattere Oruba.
Batty (バッティ?, Batti)
Doppiato da: Kōji Yusa (ed. giapponese)
È un uomo-pipistrello creato da Dokuroxy. Parla formalmente, ma non esita a usare qualsiasi mezzo per ottenere la Linkle Stone Smeraldo. Viene sconfitto e torna ad essere un semplice pipistrello. Viene ritrasformato da Sparda, ribellandosi contro Oruba e fondendosi con Yamoh, Sparda, Gamettsu e la bambola di Dokuroxy in uno Yokubarl.
Sparda (スパルダ?, Suparuda)
Doppiata da: Yū Kobayashi (ed. giapponese)
È una donna-ragno creata da Dokuroxy, diventa essa stessa uno Yokubarl fondendosi con un elicottero, ma viene sconfitta e torna ad essere un semplice ragno. Viene ritrasformata da Oruba. Si ribellerà a lui, venendo ritrasformata da Oruba un semplice ragno e fondendosi con Yamoh, Batty, Gamettsu e la bambola di Dokuroxy in uno Yokubarl per combatterlo.
Gamettsu (ガメッツ?, Gamettsu)
Doppiato da: Jōji Nakata (ed. giapponese)
È un uomo-tartaruga creato da Dokuroxy, viene sconfitto dalle Pretty Cure e torna a essere una tartaruga. Viene ritrasformato da Sparda. Si ribellerà ad Oruba, venendo ritrasformato da lui in una semplice tartaruga e fondendosi con Yamoh, Batty, Sparda e la bambola di Dokuroxy in uno Yokubarl per combatterlo.
Yokubarl (ヨクバール?, Yokubāru)
Doppiato da: Takahiro Shimada (ed. giapponese)
È il mostro evocato dagli Stregoni dell'Oscurità e viene creato fondendo due oggetti. Yamoh ne può creare uno più forte e aggressivo fondendo insieme agli oggetti una delle ossa di Dokuroxy. Sparda utilizza il potere di Deusmast per creare un tipo più forte di Yokubarl, circondato da un alone scuro e dagli occhi rossi.

### Caos Infinito
Deusmast (デウスマスト?, Deusumasuto)
È un'entità malvagia il cui scopo è quello di scatenare il caos sul mondo. In passato venne sigillato all'interno del sole da Madre RaPaPa, ma Benigyo riesce a riportarlo sulla Terra durante un'eclissi solare, con l'aspetto di un essere di dimensioni planetarie che riesce a fondere insieme la Terra e il Regno della Magia.
Labut (ラブー?, Rabū)
Doppiato da: Naoki Tatsuta (ed. giapponese)
È un genio malvagio uscito da una lampada. Riporta in vita Yamoh e in questo modo vede le Pretty Cure in azione. Attacca direttamente le Pretty Cure evocando Don Yokubarl. Viene definitivamente sconfitto dalle Pretty Cure in Over the Rainbow. Viene riportato in vita quando Deusmast arriva sulla Terra.
Shakince (シャーキンス?, Shākinsu)
Doppiato da: Shō Hayami (ed. giapponese)
È un uomo-uccello al servizio di Deusmast, verso il quale possiede una devozione pari a quella di un soldato. Appare inizialmente sotto forma di spirito sigillato all'interno di una statua di pietra, mentre, insieme a Benigyo, osserva Labut che cerca di sconfiggere le Pretty Cure. Si presenta poco più tardi, per poi venire sconfitto definitivamente. Viene riportato in vita quando Deusmast arriva sulla Terra.
Benigyo (ベニーギョ?, Benīgyo)
Doppiata da: Kikuko Inoue (ed. giapponese)
È una diavolessa al servizio di Deusmast. Appare inizialmente sotto forma di spirito sigillato all'interno di una statua di pietra, mentre, insieme a Shakince, osserva Labut che cerca di sconfiggere le Pretty Cure. Si presenta solamente dopo. Per portare Deusmast sulla Terra, scatena un'eclissi solare.
Oruba (オルーバ?, Orūba)
Doppiato da: Noriaki Sugiyama (ed. giapponese)
È uno dei servi di Deusmast, si presenta come un giovane con le orecchie a punta e un paio di piccole corna blu sulla testa. Nonostante i suoi modi di fare gentili, è in realtà una persona fredda e senza cuore. Compare ufficialmente insieme a Chikurun. Entra in possesso del grimorio di Dokurokushe, con il quale fa rivivere Sparda, rivelando il suo piano: utilizzare la magia del libro per far rinascere l'esercito dei generali di Deusmast. Tradito da Batty, Sparda e Gamettsu, fa ritornare gli ultimi due in forma animale, per poi trasformarsi in un uomo-uccello con artigli ed enormi ali nere e bianche. Viene sconfitto dalle Pretty Cure, ma non prima di aver liberato il potere del libro di Dokurokushe. Viene riportato in vita quando Deusmast arriva sulla Terra.
Chikurun (チクルン?, Chikurun)
Doppiato da: NEEKO (ed. giapponese)
È una fata dal costume d'ape che accompagna Oruba nelle sue missioni. Cerca sempre di spiare le Pretty Cure per ottenere informazioni su di loro, ma finisce per interagire con Mofurun in modi comici. Compare ufficialmente insieme a Oruba.
Don Yokubarl (ドンヨクバール?, Donyokubāru)
Doppiato da: Shōta Yamamoto (ed. giapponese)
È il mostro evocato dai seguaci di Deusmast. Più forte di un normale Yokubarl, viene creato allo stesso modo fondendo due oggetti.

### Regno della Magia
Mofurun (モフルン?, Mofurun)
Doppiata da: Ayaka Saitō (ed. giapponese)
È un orsetto di peluche dato a Mirai da sua nonna; prende vita quando la ragazza diventa una Pretty Cure. È grazie a lei che Mirai e Liko possono trasformarsi in Pretty Cure. Finisce le frasi con l'intercalare "~mofu" (「～モフ」?, "~mofu").
Preside (校長?, Kōchō)
Doppiato da: Yūya Uchida (ed. giapponese)
È il preside della scuola di magia e il più grande mago del Regno della Magia. Quando vede Liko e Mirai trasformarsi nelle Pretty Cure, propone a Mirai di frequentare la scuola di magia. È gentile con gli studenti.
Vice-preside (教頭?, Kyōtō)
Doppiata da: Yoshino Ōtori (ed. giapponese)
È la vice-preside della scuola di magia. È una donna rigorosa che tiene molto alla disciplina e alle regole.
Cathy (キャシー?, Kyashī) / Cristallo Magico (魔法の水晶?, Mahō no Suishō)
Doppiata da: Satomi Arai (ed. giapponese)
È la sfera di cristallo del preside, lunatica, ma riesce a capirlo molto bene.
François (フランソワ?, Furansowa)
Doppiato da: Yoshinori Fujita / Makoto Ishii (ep. 38+) (ed. giapponese)
È un mago che vende uniformi. Un po' impiccione, ha una vasta conoscenza della moda della Terra.
Gustav (グスタフ?, Gusutafu)
Doppiato da: Masafumi Kimura (ed. giapponese)
È un mago che vende scope magiche.
Todd (トッド?, Toddo)
Doppiato da: Yūto Suzuki (ed. giapponese)
È un mago che vende frutta e verdura.
Hook (フック?, Fukku)
Doppiato da: Mitsuo Senda (giapponese)
È un mago anziano che ama le leggende e le storie, ma soprattutto raccontarle alle persone che passano per la via commerciale del Regno della Magia.
Professor Isaac (アイザック先生?, Aizakku-sensei)
Doppiato da: Toshiharu Sakurai (ed. giapponese)
È il vecchio professore della classe di Mirai e Liko.
Jun (ジュン?, Jun), Kay (ケイ?, Kei) & Emily (エミリー?, Emirī)
Doppiate da: Aki Kanada, Maya Yoshioka e Chinami Hashimoto (ed. giapponese)
Sono tre compagne di classe di Mirai e Liko alla scuola di magia. Jun è un maschiaccio dal carattere prepotente, conosce molte cose del mondo di Mirai e vuole trasferircisi per studiarne l'arte e la cultura e diventare un'artista; Kay è sbadata e disinvolta; Emily è timida e ha paura dell'altezza, e il suo sogno è diventare la migliore parrucchiera del Regno della Magia.
Rizu (リズ?, Rizu)
Doppiata da: Kaori Nazuka (ed. giapponese)
È la sorella maggiore di Liko, dopo essersi diplomata alla scuola di magia è entrata a far parte del corpo docente. Fin da piccola è sempre stata brava negli incantesimi, ispirando Liko a voler diventare come lei. Ha molta fiducia nelle capacità della sorella da quando il ciondolo con la Dia Stone (precedentemente suo) si è illuminato a contatto con la bacchetta di Liko: questo l'ha spinta a regalarle il ciondolo, pensando che da grande la sorella sarebbe diventata una strega straordinaria.
Lilia (リリア?, Riria)
Doppiata da: Junko Iwao (ed. giapponese)
È la madre di Liko.
Rian (リアン?, Rian)
Doppiato da: Masato Obara (ed. giapponese)
È il padre di Liko.

### Altri personaggi
Kyoko Asahina (朝日奈 今日子?, Asahina Kyōko)
Doppiata da: Yūko Katō (ed. giapponese)
È la madre di Mirai e possiede un negozio di gioielli e accessori.
Kanoko Yuki (結希 かの子?, Yūki Kanoko)
Doppiata da: Kotoe Taichi (ed. giapponese)
È la nonna di Mirai. Crede nelle streghe perché in passato il preside dell'accademia di Liko salvò il suo gatto e lei in cambio gli offrì dei biscotti, vedendolo poi andare via sulla scopa.
Daikichi Asahina (朝日奈 大吉?, Asahina Daikichi)
Doppiato da: Tsuyoshi Aoki (ed. giapponese)
È il padre di Mirai.
Kana Katsuki (勝木 かな?, Katsuki Kana), Mayumi Nagase (長瀬 まゆみ?, Nagase Mayumi), Souta Ono (大野 壮太?, Ōno Sōta) & Yuto Namiki (並木 ゆうと?, Namiki Yūto)
Doppiati da: Mika Kikuchi, Konomi Tada, Kōji Takahashi e Ayaka Asai (ed. giapponese).
Sono dei compagni di classe di Mirai e Liko nella scuola del Regno della Non Magia.

## Oggetti magici
Linkle Stone (リンクルストーン?, Rinkuru Sutōn)
Sono dodici pietre (diamante, rubino, zaffiro, topazio, alessandrite, acquamarina, tormalina rosa, tanzanite, peridoto, pietra di luna, granato, ametista) che si dice siano apparse alla nascita del mondo e che le Pretty Cure devono recuperare. Le cinque Linkle Stone dorate, cioè Dia Stone, Ruby Stone, Sapphire Stone, Topaz Stone e Alexandrite Stone, proteggono la Linkle Stone Emerald, mentre le sette argentate supportano la Linkle Stone Emerald. La Dia Stone serve per la trasformazione in Pretty Cure, mentre le Ruby Stone, Sapphire Stone, Topaz Stone e Alexandrite Stone servono per attivare le loro forme alternative. Vengono utilizzate anche per attaccare una volta inserite nei Linkle Stick.
Linkle Smart Hon (リンクルスマホン?, Rinkuru Sumahon)
È il libro magico in cui risiede Haa-chan. In seguito permette a Kotoha di trasformarsi in Pretty Cure.
Linkle Stick (リンクルステッキ?, Rinkuru Sutekki)
È lo scettro di Cure Miracle e Cure Magical.
Scopa magica (魔法のほうき?, Mahō no hōki)
È la scopa volante delle Pretty Cure.
Flower Echo Wand (フラワーエコーワンド?, Furawā Ekō Wando)
È lo scettro di Cure Felice, generato dalla trasformazione dello stilo del Linkle Smart Hon.
Rainbow Carriage (レインボーキャリッジ?, Reinbō Kyarijji)
È una mini-carrozza magica creata da Mofurun per permettere a Mirai, Liko e Kotoha di tornare nel Regno della Non Magia. Consente alle Pretty Cure di evocare l'attacco Extreme Rainbow.

## Trasformazioni e attacchi

### Cure Miracle & Cure Magical
- Trasformazione: Mirai e Liko, aiutate da Mofurun, usano una delle Linkle Stone (Dia/Ruby/Sapphire/Topaz) per trasformarsi e, diventate Cure Miracle e Cure Magical, si presentano al nemico.

- Diamond Eternal (ダイヤモンド・エターナル?, Daiyamondo Etānaru): è l'attacco combinato di Cure Miracle e Cure Magical utilizzando la Dia Stone, la Linkle Stone della Luce. Le Pretty Cure creano uno stemma a forma di diamante che, trasformato poi nella gemma, ingloba il nemico. Viene eseguito per la prima volta nell'episodio 2.

- Ruby Passionale (ルビー・パッショナーレ?, Rubī Passhonāre): è l'attacco combinato di Cure Miracle e Cure Magical utilizzando la Ruby Stone, la Linkle Stone della Passione. Le Pretty Cure creano uno stemma formato da cinque cuori fucsia e da lì si scagliano contro il nemico, avvolgendolo in un fiocco rosso. Viene eseguito per la prima volta nell'episodio 3.

- Linkle Aquamarine (リンクル・アクアマリン?, Rinkuru Akuamarin): è l'attacco di Cure Magical inserendo la Linkle Stone Aquamarina, la Linkle Stone del Ghiaccio, nel Linkle Stick. Genera un vortice d'acqua che congela il nemico. Viene eseguito per la prima volta nell'episodio 6.

- Sapphire Smartish (サファイア・スマーティッシュ?, Safaia Sumātisshu): è l'attacco combinato di Cure Miracle e Cure Magical utilizzando la Sapphire Stone, la Linkle Stone della Quiete. Le Pretty Cure creano uno stemma formato da cinque cuori blu, dal quale scaturiscono dei getti d'acqua che avvolgono il nemico in una bolla iridescente. Viene eseguito per la prima volta nell'episodio 7.

- Linkle Pink Tourmaline (リンクル・ピンクトルマリン?, Rinkuru Pinku Torumarin): è l'attacco di Cure Miracle inserendo la Linkle Stone Tormalina Rosa, la Linkle Stone dei Fiori, nel Linkle Stick. Genera una tempesta rosa che consente di separare un animale o una persona da Yokubarl. Viene eseguito per la prima volta nell'episodio 8.

- Topaz Esperanza (トパーズ・エスペランサ?, Topāzu Esuperansa): è l'attacco combinato di Cure Miracle e Cure Magical utilizzando la Topaz Stone, la Linkle Stone dell'Emozione. Le Pretty Cure creano un vortice dorato dal quale compaiono due Linkle Stick giganti puntati contro il nemico. Viene eseguito per la prima volta nell'episodio 11.

- Linkle Tanzanite (リンクル・タンザナイト?, Rinkuru Tanzanaito): è l'attacco di Cure Miracle inserendo la Linkle Stone Tanzanite, la Linkle Stone dello Spazio, nel Linkle Stick. Genera un bagliore viola che acceca il nemico. Viene eseguito per la prima volta nell'episodio 14.

- Linkle Peridot (リンクル・ペリドット?, Rinkuru Peridotto): è l'attacco di Cure Magical inserendo la Linkle Stone Peridoto, la Linkle Stone della Natura, nel Linkle Stick. Genera un turbine di foglie che ricopre ed immobilizza il nemico. Viene eseguito per la prima volta nell'episodio 14.

- Linkle Amethyst (リンクル・アメジスト?, Rinkuru Amejisuto): è l'attacco di Cure Miracle inserendo la Linkle Stone Ametista, la Linkle Stone delle Porte, nel Linkle Stick. Genera dei portali che permettono alle Pretty Cure di teletrasportarsi. Viene eseguito per la prima volta nell'episodio 21.

- Linkle Garnet (リンクル・ガーネット?, Rinkuru Gānetto): è l'attacco di Cure Miracle inserendo la Linkle Stone Granato, la Linkle Stone della Terra, nel Linkle Stick. Genera delle onde che smuovono il terreno. Viene eseguito per la prima volta nell'episodio 21.

- Linkle Moonstone (リンクルムーンストーン?, Rinkuru Mūnsutōn): è l'attacco di Cure Magical inserendo la Linkle Stone Pietra di Luna, la Linkle Stone della Luna, nel Linkle Stick. Genera una scudo a forma di luna piena che permette alle Pretty Cure di proteggersi. Viene eseguito per la prima volta nell'episodio 21.

### Cure Felice
- Trasformazione: Kotoha usa il Linkle Smart Hon e la Linkle Stone Emerald per trasformarsi e, diventata Cure Felice, si presenta al nemico.

- Emerald Reincarnation (エメラルド・リンカネーション?, Emerarudo Rinkanēshon): è l'attacco di Cure Felice utilizzando la Flower Echo Wand e la Emerald Stone, la Linkle Stone della Vita. La Pretty Cure alza l'arma facendo germogliare dei fiori che generano insieme un raggio che la ragazza assorbe con la bacchetta, poi lei crea uno stemma a forma di infinito, che, separatosi poi in due cerchi, lo scaglia insieme al raggio verso il nemico, che poi lo ingloba in un fiore. Viene eseguito per la prima volta nell'episodio 22.

- Linkle Pink Tourmaline (リンクル・ピンクトルマリン?, Rinkuru Pinku Torumarin): è l'attacco di Cure Felice inserendo la Linkle Stone Tormalina Rosa, la Linkle Stone dei Fiori, nel Flower Echo Wand . La Pretty Cure genera uno scudo a forma di fiore rosa, in grado anche di lanciarsi contro il nemico. Viene eseguito per la prima volta nell'episodio 26.

### In gruppo
- Presentazione: è la frase di presentazione di gruppo delle Pretty Cure una volta conclusasi la trasformazione.

- Trasformazione (Over the Rainbow (オーバー・ザ・レインボー?, Ōbā za Reinbō)): Mirai, Liko e Kotoha, insieme a Mofurun, usano la Linkle Stone Alexandrite, la Linkle Stone dell'Arcobaleno, per trasformarsi e, diventate Cure Miracle, Cure Magical e Cure Felice, si presentano al nemico. Viene eseguita per la prima volta nell'episodio 31.

- Extreme Rainbow (エキストリーム・レインボー?, Ekisutorīmu Reinbō): è l'attacco di gruppo delle Pretty Cure in Over the Rainbow utilizzando la Rainbow Carriage e i Precious Brace. Le Pretty Cure ricevono i Precious Brace dal Rainbow Carriage ed evocano un pentacolo, dal quale un arcobaleno spazza via il nemico. Viene eseguito per la prima volta nell'episodio 31.

## Luoghi
Regno della Magia (魔法界?, Mahō-kai)
È il mondo magico dal quale proviene Liko.
Regno della Non Magia (Mondo umano) (ナシマホウ界（人間界）?, Nashimahou-kai (Ningen-kai))
È il mondo senza magia, quello degli umani, dove vive Mirai.
Scuola di magia (魔法学校?, Mahō Gakkō)
È la scuola del Regno della Magia, dove studiano Liko e, successivamente, Mirai.
Prima Scuola media Tsunagi (津成木第一中学校?, Tsunagi daiichi chūgakkō)
È la scuola del Regno della Non Magia, frequentata da Mirai e, successivamente, anche da Liko.

## Episodi

### Sigle
Le sigle originali di apertura sono composte da Aiko Okumura con i testi di Yukinojō Mori, la prima di chiusura da Akifumi Tada con il testo di Sumiyo Mutsumi e la seconda di chiusura da Ken'ichi Maeyamada con il testo di Natsumi Tadano.
Sigla di apertura
- Dokkin♢ Mahō tsukai Precure! (Ｄｏｋｋｉｎ♢魔法つかいプリキュア！?), cantata da Rie Kitagawa (ep. 1-21)
- Dokkin♢ Mahō tsukai Precure! Part 2 (Ｄｏｋｋｉｎ♢魔法つかいプリキュア！ Ｐａｒｔ２?), cantata da Rie Kitagawa (ep. 22-50)

Sigla di chiusura
- CURE UP￪RA♡PA☆PA! ~Hohoemi ni naru mahō~ (ＣＵＲＥ ＵＰ↑ＲＡ♡ＰＡ☆ＰＡ！～ほほえみになる魔法～?), cantata da Cure Miracle (Rie Takahashi) e Cure Magical (Yui Horie) (ep. 1-21)
- Mahō Âla・Dōmo! (魔法アラ・ドーモ！?), cantata da Cure Miracle (Rie Takahashi), Cure Magical (Yui Horie) e Cure Felice (Saori Hayami) (ep. 22-37, 40-50[22])

Dall'episodio 22 cambiano sia la sigla di testa che quella di coda, introducendo Kotoha Hanami / Cure Felice. In occasione dell'uscita al cinema del film della serie, per gli episodi 38-39 viene utilizzata come sigla finale Tadashii mahō no tsukai kata (正しい魔法の使い方?), cantata da Mayu Watanabe.

### Distribuzione
In Giappone la serie è stata raccolta in una collezione di 16 DVD sia da Marvelous che Pony Canyon tra il 15 giugno 2016 e il 17 maggio 2017. Nei primi 14 DVD sono presenti tre episodi, mentre negli altri quattro.
La serie è stata raccolta anche in quattro cofanetti Blu-ray, pubblicati da Marvelous Inc. e usciti tra il 21 settembre 2016 e il 17 maggio 2017.

### Sequel
Una serie sequel intitolata Witchy Pretty Cure!! ~MIRAI DAYS~ (魔法つかいプリキュア！！～ＭＩＲＡＩ ＤＡＹＳ～?, Mahō tsukai Purikyua!! ~Mirai Days~) è stata trasmessa a partire dall'11 gennaio 2025 su TV Asahi.

## Film
| Titolo | Prima visione                |
| Titolo | Giapponese (cinematografica) |
| --- | ---------------------------- |
| Eiga Pretty Cure All Stars - Minna de utau♪ Kiseki no mahō! (映画 プリキュアオールスターズ みんなで歌う♪奇跡の魔法！?, Eiga Purikyua Ōru Sutāzu Minna de utau♪ Kiseki no mahō!)                                        | 19 marzo 2016                |
| Eiga Mahō tsukai Pretty Cure! - Kiseki no henshin! Cure Mofurun! (映画 魔法つかいプリキュア！ 奇跡の変身！キュアモフルン！?, Eiga Mahō tsukai Purikyua! Kiseki no henshin! Kyua Mofurun!)                              | 29 ottobre 2016              |
| Eiga Pretty Cure Dream Stars! (映画 プリキュアドリームスターズ！?, Eiga Purikyua Dorīmu Sutāzu!) | 18 marzo 2017                |
| Eiga Kirakira ☆ Pretty Cure À La Mode - Paris to! Omoide no mille-feuille! (映画 キラキラ☆プリキュアアラモード パリッと！想い出のミルフィーユ！?, Eiga Kirakira ☆ Purikyua A Ra Mōdo Paritto! Omoide no mirufīyu!)     | 28 ottobre 2017              |
| Eiga Pretty Cure Super Stars! (映画 プリキュアスーパースターズ！?, Eiga Purikyua Sūpā Sutāzu!) | 17 marzo 2018                |
| Eiga HUGtto! Pretty Cure ♡ Futari wa Pretty Cure - All Stars Memories (映画 ＨＵＧっと！プリキュア♡ふたりはプリキュア オールスターズメモリーズ?, Eiga HUGtto! Purikyua ♡ Futari wa Purikyua Ōru Sutāzu Memorīzu)       | 27 ottobre 2018              |
| Eiga Pretty Cure All Stars F (映画 プリキュアオールスターズＦ?, Eiga Purikyua Ōru Sutāzu F) | 15 settembre 2023            |
| Wonderful Pretty Cure! The Movie! - Dokidoki ♡ game no sekai de daibōken! (わんだふるぷりきゅあ！ ざ・むーびー！ ドキドキ♡ゲームの世界で大冒険！?, Wandafuru Purikyua! Za Mūbī! Dokidoki ♡ gēmu no sekai de daibōken!) | 13 settembre 2024            |

## Manga
Il manga di Witchy Pretty Cure!, disegnato da Futago Kamikita, è stato serializzato sulla rivista Nakayoshi di Kōdansha da marzo 2016 a febbraio 2017. Un tankōbon, contenente i primi sei capitoli, è stato pubblicato il 5 agosto 2016, mentre il secondo e ultimo, contenente gli altri sei capitoli e un settimo conclusivo realizzato appositamente, è stato pubblicato il 13 marzo 2017. Del secondo tankōbon è stata pubblicata anche un'edizione speciale accompagnata da un libretto contenente un episodio che vede protagoniste le Pretty Cure di Go! Princess Pretty Cure, Witchy Pretty Cure! e Kirakira ☆ Pretty Cure À La Mode.
| Nº | Titolo italiano Giapponese 「Kanji」 - Rōmaji                                 | Data di prima pubblicazione                                                               | Data di prima pubblicazione |
| Nº | Titolo italiano Giapponese 「Kanji」 - Rōmaji                                 | Giapponese                                                                                |                             |
| 1  | Mahō tsukai Precure 1 「魔法つかいプリキュア！ １」 - Mahō tsukai Purikyua! 1 | 5 agosto 2016 ISBN 978-4-06-337849-8                                                      |                             |
| 2  | Mahō tsukai Precure 2 「魔法つかいプリキュア！ ２」 - Mahō tsukai Purikyua! 2 | 13 marzo 2017 ISBN 978-4-06-337858-0 (ed. regolare) ISBN 978-4-06-362357-4 (ed. limitata) |                             |

### Altre pubblicazioni
Il 18 marzo 2017 la Gakken Publishing ha pubblicato in Giappone Mahō tsukai Precure!: Official Complete Book (魔法つかいプリキュア！ オフィシャルコンプリートブック?, Mahō tsukai Purikyua! Ofisharu Konpurīto Bukku) con ISBN 978-4-05-611179-8, libro dedicato alla serie contenenti interviste ai produttori, allo staff degli episodi, alle doppiatrici con retroscena che raccontano la nascita di Witchy Pretty Cure!.
L'11 ottobre 2017 è stato pubblicato il romanzo Mahō tsukai Precure!: Ima, jikan ryokō tte iimashita!? (魔法つかいプリキュア！ いま、時間旅行って言いました！？? lett. "Witchy Pretty Cure! - Hai per caso appena detto viaggio nel tempo!?"), scritto da Isao Murayama e illustrato da Emiko Miyamoto con ISBN 978-4-06-199653-3 che mostra Mirai, Liko, Haa-chan e Mofurun nella scuola di magia della serie nel passato.

## CD e videogiochi
Durante il corso della serie sono stati pubblicati diversi CD e raccolte, sia di brani musicali che di colonna sonora, da Marvelous. I videogiochi, invece, sono stati distribuiti da Bandai.
| Nº | Titolo CD | Numero tracce | Data uscita       |
| -- | --- | ------------- | ----------------- |
| 1  | Dokkin♢ Mahō tsukai Precure! / CURE UP￪RA♡PA☆PA! ~Hohoemi ni naru mahō~ (Ｄｏｋｋｉｎ♢魔法つかいプリキュア！／ＣＵＲＥ ＵＰ↑ＲＡ♡ＰＡ☆ＰＡ！～ほほえみになる魔法～?)                        | 4             | 2 marzo 2016      |
| 2  | Mahō tsukai Precure! - Original Soundtrack 1: Precure♡Miracle☆Sound!! (魔法つかいプリキュア！ オリジナル・サウンドトラック１ プリキュア♡ミラクル☆サウンド！！?)                             | 40            | 25 maggio 2016    |
| 3  | Mahō tsukai Precure! - Vocal Album: Linkle☆Melodies (魔法つかいプリキュア！ ボーカルアルバム リンクル☆メロディーズ?)                                                                        | 10            | 13 luglio 2016    |
| 4  | Precure Opening Theme Collection 2004~2016 (プリキュア オープニングテーマコレクション２００４～２０１６?)                                                                                   | 15            | 3 agosto 2016     |
| 5  | Dokkin♢ Mahō tsukai Precure! Part 2 / Mahō Âla・Dōmo! (Ｄｏｋｋｉｎ♢魔法つかいプリキュア！ Ｐａｒｔ２／魔法アラ・ドーモ！?)                                                                 | 4             | 10 agosto 2016    |
| 6  | Minna de utaou♪ Precure Party ~Halloween・bon-odori・o tanjō-kai・taisou・Christmas~ (みんなで歌おう♪ プリキュアパーティー ～ハロウィン・盆おどり・おたんじょう会・たいそう・クリスマス～?) | 10            | 28 settembre 2016 |
| 7  | Mahō tsukai Precure! - Original Soundtrack 2: Precure☆Magical♡Sound!! (魔法つかいプリキュア！ オリジナル・サウンドトラック２ プリキュア☆マジカル♡サウンド！！?)                             | 36            | 23 novembre 2016  |
| 8  | Mahō tsukai Precure! - Drama & Character Song Album: Dream☆Arch (魔法つかいプリキュア！ ドラマ＆キャラクターソングアルバム ドリーム☆アーチ?)                                                | 5             | 30 novembre 2016  |
| 9  | Mahō tsukai Precure! - Vocal Best Album: Te no hira no okurimono (魔法つかいプリキュア！ ボーカルベストアルバム 手のひらのおくりもの?)                                                      | 16            | 25 gennaio 2017   |
| 10 | Precure Ending Theme Collection 2004~2016 (プリキュア エンディングテーマコレクション２００４～２０１６?)                                                                                    | 25            | 25 gennaio 2017   |
| 11 | Precure Vocal Best BOX 2013-2017 (プリキュア ボーカルベストＢＯＸ ２０１３–２０１７?) | 127           | 28 marzo 2018     |

## Trasmissioni e adattamenti nel mondo
Witchy Pretty Cure! è stato trasmesso, oltre che in Giappone, anche in diversi Paesi in tutto il mondo.
| Stato            | Rete televisiva / piattaforma streaming | Data 1ª TV/streaming          |
| ---------------- | --------------------------------------- | ----------------------------- |
| Albania          | Bang Bang                               | 21 agosto – 24 settembre 2018 |
| America del Nord | Crunchyroll                             | 1º luglio 2024                |
| America del Sud  | Crunchyroll                             | 1º luglio 2024                |
| Australia        | Crunchyroll                             | 1º luglio 2024                |
| Corea del Sud    | Champ TV, Anione TV, Anibox             | 2 marzo – 16 giugno 2020      |
| Francia          | ADN (Anime Digital Network)             | 24 settembre 2020             |
| Germania         | Crunchyroll                             | 1º luglio 2024                |
| Irlanda          | Crunchyroll                             | 1º luglio 2024                |
| Medio Oriente    | Crunchyroll                             | 1º luglio 2024                |
| Nord Africa      | Crunchyroll                             | 1º luglio 2024                |
| Nuova Zelanda    | Crunchyroll                             | 1º luglio 2024                |
| Portogallo       | Crunchyroll                             | 1º luglio 2024                |
| Regno Unito      | Crunchyroll                             | 1º luglio 2024                |
| Russia           | Crunchyroll                             | 1º luglio 2024                |
| Spagna           | Crunchyroll                             | 1º luglio 2024                |
| Sudafrica        | Crunchyroll                             | 1º luglio 2024                |

In Corea del Sud la serie ha tradotto il titolo in Mabeobsa Pretty Cure! (마법사 프리큐어！?, lett. "Streghe Pretty Cure!"). Le sigle sono cantate in coreano e restano invariate le formule di trasformazione e gli attacchi, ma viene eliminato ogni riferimento al Giappone e cambiano tutti i nomi dei personaggi: Mirai è Seon Mi-rae (선미래?), Liko è Moon Li-a (문리아?) e Haa-chan/Kotoha è Chorok/Hanami (초록／하나미?).
In America del Nord, America del Sud, Australia, Francia, Germania, Irlanda, Medio Oriente, Nord Africa, Nuova Zelanda, Portogallo, Regno Unito, Russia, Spagna e Sudafrica la serie è stata intitolata Witchy Pretty Cure! e resa disponibile in streaming in versione sottotitolata in lingua locale.